# Beka Ier de Samtskhé
Beka Ier Djaqeli (en géorgien : ბექა I ჯაყელი ; v. 1240-1306) est un prince géorgien (mtavari) du Samtskhé (1285-1306).

## Biographie
Sa principauté inclut le Samtskhé, l'Adjarie, la Chavchétie, la Klardjétie, la Tchaneti, le Tao, le Kola, Ardahan et la Djavakheti. Ses domaines s'étendent de Tachiskari (en Khachouri moderne) à Karnou-Kalaki (l'Erzurum moderne) et la Mer noire. Durant son règne, l'Atabegat de Samtskhé devient une entité politique indépendante du royaume de Géorgie.
Beka devient vassal de l'Ilkhanat, payant un tribut et participant aux campagnes militaires des Mongols. Malgré son indépendance, il maintient une certaine relation avec la Géorgie et reçoit le titre de mandatourtoukhoutsessi du roi géorgien. Sous le règne de Beka, les Turcs deviennent de plus en plus actifs avec le Sultanat de Roum. Il parvient à les vaincre après une série d'invasions.
Beka est un partisan de l'influence géorgienne sur l'empire de Trébizonde. Il marie ainsi sa fille Djiadjiaq à l'empereur Alexis II. Sa seconde fille, Natela, devient la consorte du roi Démétrius II de Géorgie et mère de son héritier. Après l'exécution du roi par les Mongols, le futur roi Georges V est élevé par son grand-père.